# ولسوالی فیروزنخچیر
ولسوالی فیروزنخچیر یکی از ۷ ولسوالی‌‌‌‌ ولایت سمنگان، به مرکزیت فیروزنخچیر در شمال افغانستان است. فیروزنخچیر از ولسوالی‌های درجه سوم ولایت سمنگان بوده، پهناوری آن ۱۲۱۱ کیلومتر مربع است و با ۱۵٬۰۰۴ نفر جمعیت در سال ۱۳۹۹، هفتمین ولسوالی پر جمعیت ولایت سمنگان می‌باشد.
ولسوالی فیروزنخچیر از شمال و غرب با ولایت بلخ و از جنوب و شرق با ولسوالی حضرت سلطان محدود می‌باشد.

## منبع‌ها
1. ↑  «برآورد نفوس کشور:١٣٩٩» (PDF). اداراه احصائیه مرکزی افغانستان. ٢٨ می ٢٠٢٠. بایگانی‌شده از اصلی (PDF) در ۳ ژوئیه ۲۰۲۰. دریافت‌شده در ٢٨ می ٢٠٢١.

- مشارکت‌کنندگان ویکی‌پدیا. «Samangan Province». در دانشنامهٔ ویکی‌پدیای انگلیسی، بازبینی‌شده در ۴ اسفند ۱۳۹۰ خورشیدی.